# Dingxing
Dingxing, även romaniserat Tinghing, är ett härad som lyder under Baoding i Hebei-provinsen i norra Kina.